# Convention de procédure participative
 (février 2014).
Si vous disposez d'ouvrages ou d'articles de référence ou si vous connaissez des sites web de qualité traitant du thème abordé ici, merci de compléter l'article en donnant les références utiles à sa vérifiabilité et en les liant à la section « Notes et références ».
En droit français, une convention de procédure participative est une convention dans laquelle deux parties en litige s'engagent à trouver conjointement une résolution amiable à leur différend.
Cette procédure a été instaurée par l’article 37 de la loi n° loi no 2010-1609 du 22 décembre 2010, insérée dans le code civil aux articles 2062 et suivants. Son entrée en vigueur a été instaurée par le décret no 2012-66 du 20 janvier 2012.
La convention doit être écrite et doit comporter des mentions obligatoires telles que son terme, l’objet du différend, les pièces et informations nécessaires à sa résolution et les modalités des échanges. Le ministère d'un avocat est obligatoire.
Afin de conduire les parties à respecter leur engagement, tout recours en justice est irrecevable durant le délai d’exécution de la convention, néanmoins en cas d'inexécution totale ou partielle d'une des parties, l'autre dispose de la possibilité de saisir le juge en vertu des termes de l’article 2065 du Code Civil.